# Taraba (stan)
Taraba – stan w południowo-zachodniej części Nigerii.
Taraba sąsiaduje ze stanami Adamawa, Gombe, Bauchi, Plateau, Nassarawa i Benue. Jego stolicą jest Jalingo. Powstał w 1991. Jego nazwa pochodzi od przepływającej przezeń rzeki Taraba.

## Historia
- 1991 - stan Taraba powstał 27 sierpnia, po odłączeniu od stanu Gongola[2].
- Od 29.05.2007 - Gubernatorem stanu jest Danbaba Suntai z Ludowej Partii Demokratycznej.
- 24-28.03.2010 - W Takum, odbyła się krucjata chrześcijańska prowadzona przez ewangelizatora Reinharda Bonnke, na której w ostatni dzień zgromadziło się ok. 185.000 ludzi[3].
- 2012 - Stan osiąga populację 2,6 mln mieszkańców.

## Podział administracyjny
Stan Taraba podzielony jest na 16 lokalnych obszarów samorządowych:
| - Ardo Kola - Bali - Donga - Gashaka - Gassol - Ibi | - Jalingo - Karin Lamido - Kumi - Lau - Sardauna | - Takum - Ussa - Wukari - Yorro - Zing |

## Demografia
Taraba jest bardzo zróżnicowanym stanem pod względem etnicznym, z blisko osiemdziesiąt rdzennych grup etnicznych mówiących różnymi językami. Różnorodność etniczna stanowi tym samym problem polityczny dla demokracji. Główne grupy etniczne to: Fulani, Mumuye, Dżukunowie, Jenjo, Kuteb, Chamba i Mambila. Jednymi z bardziej rozpowszechnionych języków w stanie są: Język ful, Hausa, Mumuye i Jukun.

## Gospodarka
Głównym zajęciem mieszkańców Taraba jest rolnictwo oraz rybołówstwo, wyrób ceramiki, sukiennictwo, rzeźba w drewnie, haftowanie i kowalstwo. Tworzą one podstawę państwowej gospodarki wiejskiej.